# Толтенур
 Толтенур  — деревня в Мари-Турекском районе Республики Марий Эл. Входит в состав Карлыганского сельского поселения.

## География
Находится в восточной части республики Марий Эл на расстоянии приблизительно 38 км по прямой на юго-восток от районного центра посёлка Мари-Турек.

## История
Известна с 1844 года, когда здесь было 7 дворов, проживали 44 человека. По сведениям 1859—1873 годов, в казённой деревне Толтенур при речке Арборке числилось 7 дворов и 56 жителей. В 1940 году в деревне было 23 двора, в 1970 году 152 жителя, в 1979 году — 141 человек. В 2000 году в Толтенуре имелся 31 двор. В советское время работали колхозы «Сорла», «Иошкар кече», совхозы имени Кирова и «Восход».

## Население
Население составляло 103 человека (мари 98 %) в 2002 году, 87 в 2010.